# Надпись на срубе
«Надпись на срубе» — советский короткометражный фильм 1968 года режиссёра Ростислава Бабича по мотивам рассказа Янки Брыля.

## Сюжет
Дед Вечора всю жизнь прожил в родном селе, всё здесь ему знакомо и дорого. В эту землю он вложил свой труд, защищал от врагов в трудную годину. Как-то идёт он к знакомому леснику попросить сосну для ремонта дома вдовой дочери. Узнав, что бор, где он воевал и где погиб его сын, собираются вырубить, дед решает спасти лес с помощью знакомых людей, отдыхавших в этих местах. Он отказывается взять дерево для ремонта из обречённого на вырубку бора. Старик укладывает в стену дома бревно, которое приготовил, чтобы сделать из него лодку.

## В ролях
- Сергей Калинин — дед Вечора
- Игорь Ковальчук — Михась
- Борис Владомирский — лесник
- Мария Захаревич — дочь Вечоры
- Роман Филиппов — Иван, рыбак
- Дмитрий Орлов — Василий Романович
- Инна Дашковская — почтальон
- Николай Кириченко — студент-археолог

## Литературная основа
Фильм снят по мотивам рассказа Янки Брыля «Надпись на срубе» (1958), считающимся одним из лучших из произведений писателя и, шире, белорусской литературы:

Рассказ, пропитанный глубоким гуманистическим пафосом, любовью к человеку труда, к родной природе, стоит в ряду лучших произведений современной белорусской прозы.— Беларуская літаратура — Том 4, 1961. — стр. 16

Большое литературное мастерство писателя проявилось в этом рассказе также и в виртуозности слова. Подкупающий лиризм повествования, близость к человеку, так характерные для пера Янки Брыля, здесь удивительно сочетаются с глубиной и совершенством характеристик.— Василь Быков — Новые высоты мастерства // Быков Василь / Полное собрание произведений в 14 томах:. Том 10

Прост и небогат сюжетный остов рассказа… Но это действительно не более как остов. Основное в рассказе — мысли и чувствп в душе Вячеры, глубокая, не дают покоя обида на местных «деятелей», которые не пожалели прекрасного бора над озером и обрекли его на вырубку; презрение к тем, кто равнодушно смотрит на гибель бора; решение срубить сосну в обреченном бору, решение, в котором причудливо сплелись и протест против таких людей, и обида за общее, слабость; отказ этого решения и жгучий стыд, который осмеливается открыть только перед дочерью.— Новый мир, 1961